# Anisodes argyrostygma
Anisodes argyrostygma är en fjärilsart som beskrevs av Louis Beethoven Prout 1922. Anisodes argyrostygma ingår i släktet Anisodes och familjen mätare. Inga underarter finns listade i Catalogue of Life.